# De Pneumaticorum

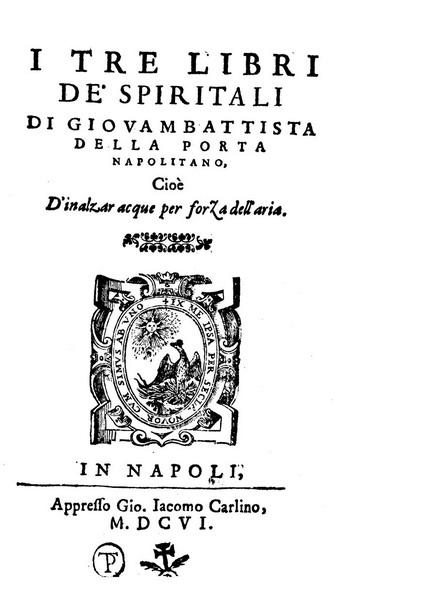
Traducció a l’italià de l’obra Pneumaticorum libri tres (1606)

Pneumaticorum libri tres (1601) és una obra escrita en llatí per Giovanni Battista Della Porta.
Es tracta d’una obra d’ hidro-pneumàtica inspirada en els treballs d’Heró.
L’any 1606 fou traduïda a l’italià pel valencià Joan Escrivà (Juan Escribano a la traducció): I tre libri di spiritali.
Joan Escrivà declarava a la traducció que havia traduït l’obra de Della Porta a l’italià i el castellà. Cesáreo Fernández Duro comentava que no havia trobat la traducció castellana.
Acisclo F. Vallín Bustillo oferia més detalls sobre el tema.